# Thyreus nitidulus
Thyreus nitidulus là một loài ong ký sinh trong họ Apidae. Ban đầu được mô tả bởi nhà côn trùng học người Đan Mạch Johan Christian Fabricius năm 1804 dưới tên Melecta nitidula – từ những mẫu vật tại quần đảo Aru hay miền bắc Úc – tên khoa học hiện nay, Thyreus nitidulus, được M. A. Lieftinck đặt năm 1959.

## Hình ảnh

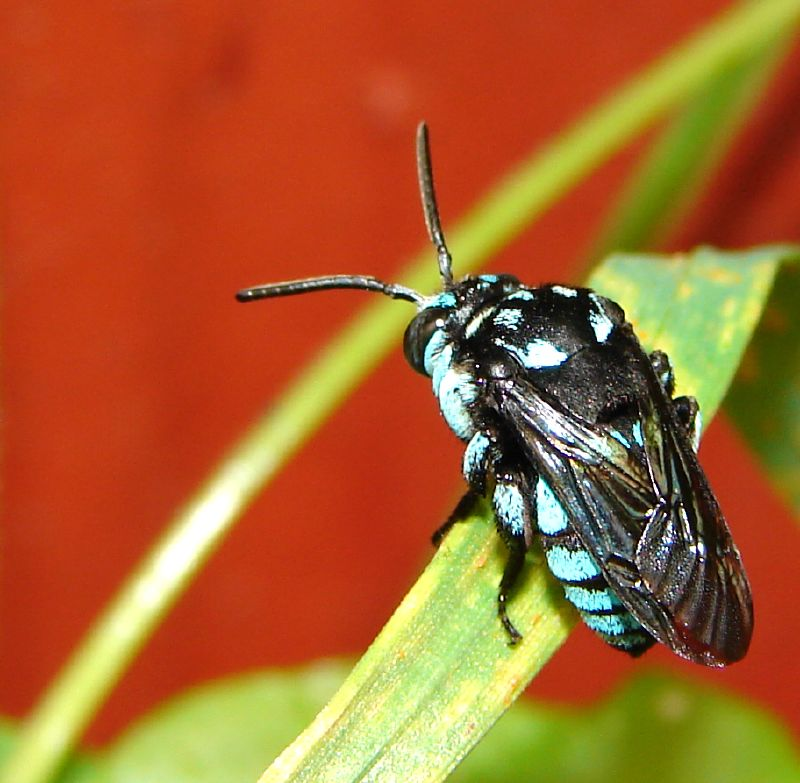
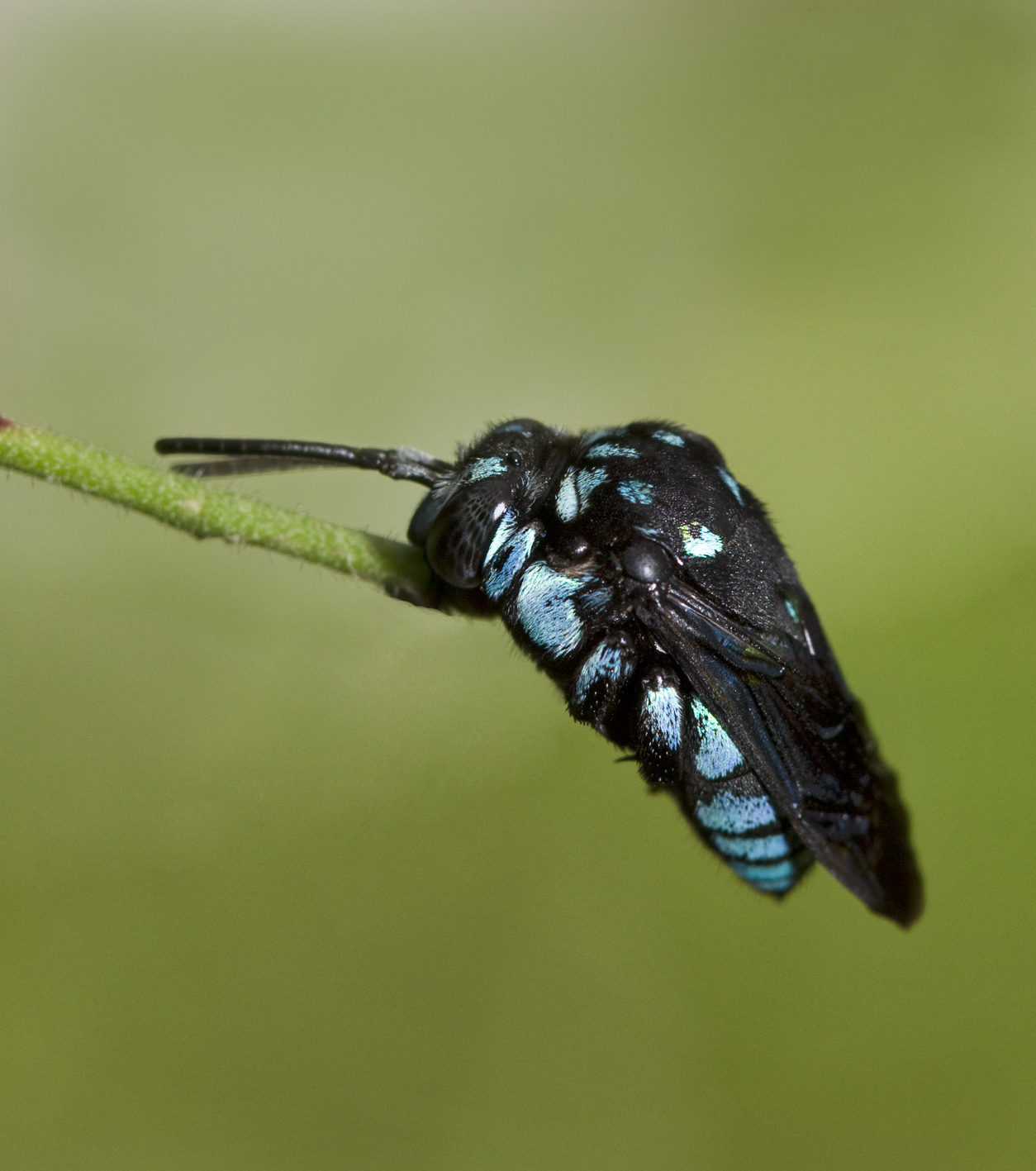
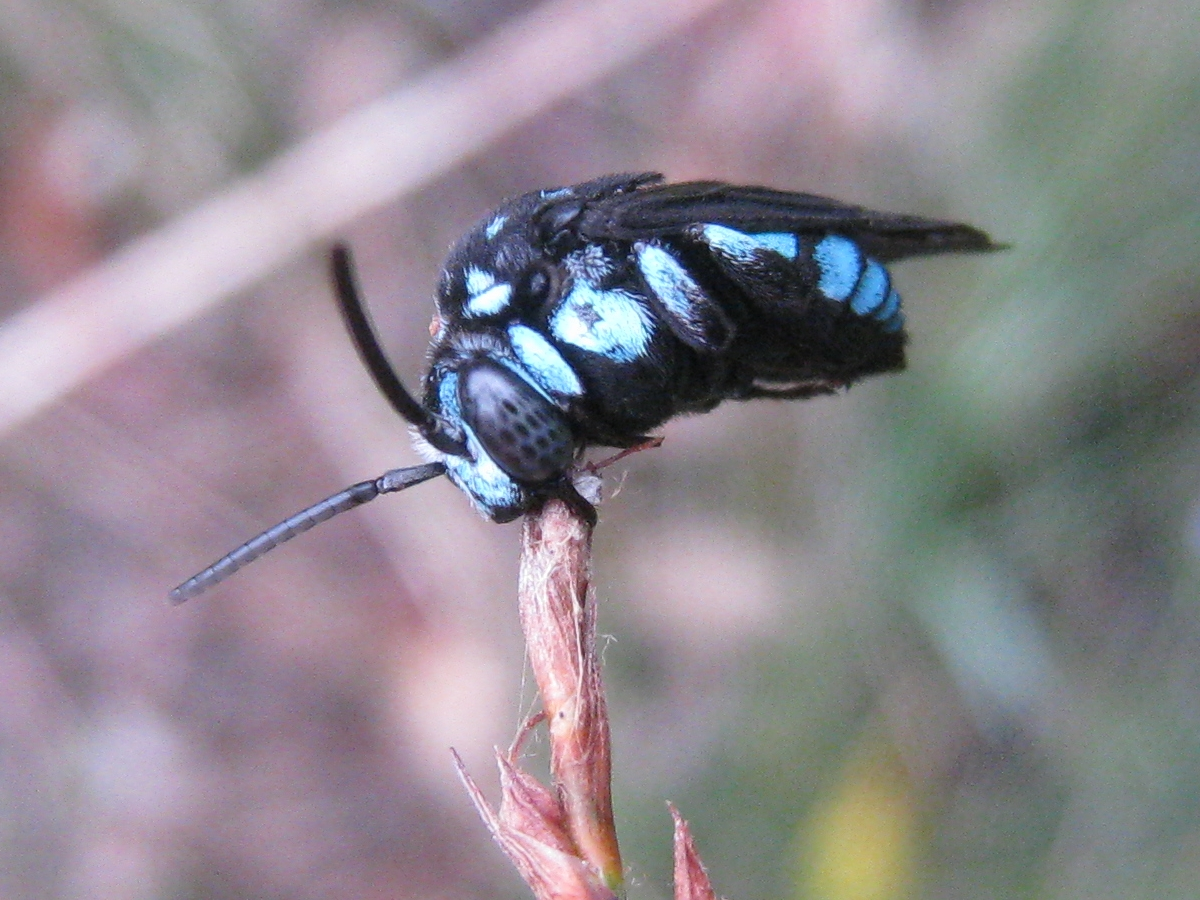
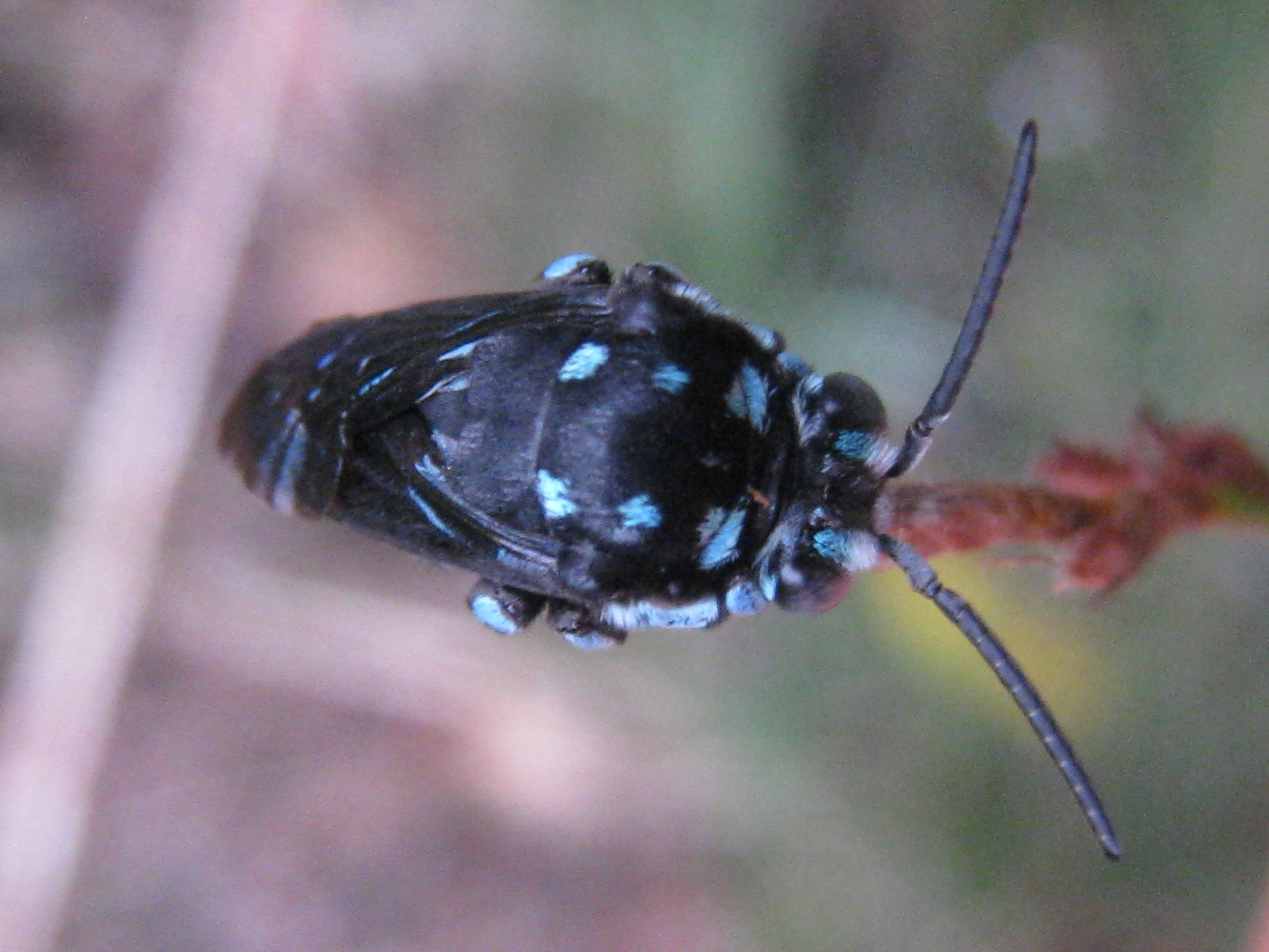